# ReCycle!
ReCycle!（リサイクル）はスウェーデンのプロペラヘッド・ソフトウェア製のスライスループ音声素材制作ソフトウェアである。
音声ファイルをフレーズごとにスライスし、このソフトウェア独自のREX/REX2ファイル形式に変換する。変換後はピッチを保ったまま後でテンポをある程度自由に変えることや逆にテンポを保ったまま音高を変えること、また、フレーズの一部を取り出したり内部での前後関係を入れ替えたりすることができるようになる。そのファイルを他の音楽制作用ソフトウェアで読み込んで使う。
このソフトウェアの登場により、ひとつの音声ファイルをさまざまな形で使うことがそれまでより手軽にできるようになった。